# Ephesiella australiensis
Ephesiella australiensis är en ringmaskart som beskrevs av Hartmann-Schröder 1982. Ephesiella australiensis ingår i släktet Ephesiella och familjen Sphaerodoridae. Inga underarter finns listade i Catalogue of Life.